# The Memoirs of Naim Bey
The Memoirs of Naim Bey: Turkish Official Documents Relating to the Deportation and the Massacres of Armenians sind eine 1920 erschienene Buchpublikation von Aram Andonian, einem der Überlebenden der Deportierten vom 24. April 1915 nach Çankırı. Sie listet Dokumente auf, bei denen es sich um 50 Telegramme und zwei Briefe der jungtürkischen Regierung des Osmanischen Reichs handeln soll, die die Vernichtung der Armenier während des Völkermords an den Armeniern anordnen. Vier Dokumente liegen in der englischen Ausgabe als Faksimile vor, 13 liegen in der französischen Ausgabe als Faksimile vor. Beiden Ausgaben zusammen betrachtet liegen 14 Faksimiles vor. Bekannter ist der Begriff Andonian-Dokumente oder Naim-Andonian-Dokumente. Die originalen Andonian-Dokumente sind vermutlich in den 1960er Jahren von der Nubar-Bibliothek in Paris, die Andonian bis zu seinem Tod 1951 als Direktor führte, in die Armenische SSR transferiert worden. Seitdem gelten die Originale als verschollen.
Der Expertenstreit über die Andonian-Dokumente basiert auf den originären Forschungen von Krieger (Krikor Guérguérian), Şinasi Orel und Süreyya Yuca sowie Vahakn Dadrian. Es handelt sich um eine Diskussion, die auf Fachkenntnissen beruht, die sehr selten geworden sind: Kenntnisse der osmanischen Sprache und des Chiffriersystems verschiedener Ministerien während des Krieges. Darüber hinaus notwendig ist Zugang zu Archiven, die zerstört worden sind. Das sind allgemeine Probleme der Völkermorddebatte um die Armenierumsiedlung und -massaker. Mehreren Experten reichen die bisherigen Ergebnisse über die Andonian-Dokumente, um Einschätzungen zu machen. Klaus Kreiser, Michael M. Gunter und Erik-Jan Zürcher halten diese Dokumente für Geschichtsfälschungen.
Andere Experten wollen weitere Ergebnisse abwarten; Yves Ternon und Vahakn N. Dadrian vermuten eine Echtheit.

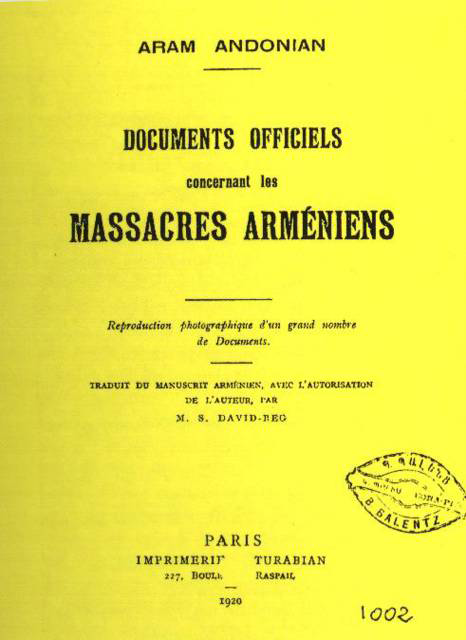
Originaltitel der Andonian-Telegramme

## Geschichte
Nach Angaben von Andonian wurden ihm diese Dokumente von einem türkischen Beamten in Aleppo namens Naim Sefa (Naim Bey) verkauft. Die Andoniandokumente wurden vom Armenischen Nationalrat in Tiflis gekauft und sollten den armenischen Eigenstaatlichkeitsbemühungen bei den Friedensverhandlungen behilflich sein. Andonian verteidigte sein Werk in einem Brief von 1937 gegen die Kritik von Walter Rößler damit, dass die Motivation für seine Ausarbeitung und die Publikation des Buches Propaganda und nicht die Erarbeitung nach wissenschaftlichen Maßstäben war, deshalb sei mit Mängeln zu rechnen.
Andonian gibt an, dass Naim Bey mehrere Wochen für die Niederschrift seiner Aussagen gebraucht habe. Andonian erklärt weiter, dass die Verifikation des von Naim Bey gelieferten Materials für ihn einfach gewesen sei, da er nach Ankunft der Briten die Gelegenheit gehabt habe, überlebende Armenier zum Aufschreiben ihrer Erfahrungen zu bitten. Die niedergeschriebenen Erfahrungen hätten Naim Beys Angaben bestätigt.
Naim Bey ist aus anderen Quellen unbekannt. Şinasi Orel und Süreyya Yuca konnten einen Hinweis auf einen Beamten mit dem Namen in Aleppo in osmanischen Archivquellen nicht entdecken und können kein endgültiges Urteil über die Existenz Naim Beys abgeben. Falls Naim Bey keine durch Aram Andonian kreierte fiktive Person sei, müsse er ein niedrigrangiger Beamter gewesen sein, „der nicht in einer Position gewesen sein“ könne, „Zugriff auf Dokumente geheimer und heikler Natur gehabt zu haben“. In den deutschen Akten gibt es auch keinen Hinweis auf die Existenz eines Naim Bey. Walter Rößler, der damalige deutsche Konsul in Aleppo, gab an, dass er sich eines Naim Bey nicht entsinnen könne, er kündigte aber an, Schwester Beatrice Rohner und Konsul Beatrice Rohner zu fragen, ob sie einen Naim Bey kennen. Eine Antwort der beiden ist in den deutschen Akten nicht verzeichnet.
Die Andonian-Dokumente wurden in drei Editionen publiziert. Bei den Editionen handelt es sich um Faksimile (Fotografien) oder um Übersetzungen ohne Faksimile, die die vermutlich in den 1960er Jahren verlorengegangenen Andonian-Dokumente darstellen. Die Faksimiles und die Übersetzungen stellen der jungtürkischen Führung zugesprochene chiffrierte Telegramme oder dechiffrierte Telegramme und zwei Briefe dar. Sie sind in den Text gestreut. 1920 erschien in London die englische Edition unter dem Titel The Memoirs of Naim Bey: Turkish Official Documents Relating to the Deportation and the Massacres of Armenians. Der Titel ist irreführend, da es sich nicht nur um die Memoiren von Naim Bey handelt, da Aram Andonian den Text immer wieder mit seinen eigenen Kommentaren unterbricht. Die englische Ausgabe ist eine kondensierte Version des armenischen Originals. Sie wurde von Aram Andonian weder korrigiert noch gelesen, da er kein Englisch sprach. Sie wurde vor dem armenischen Original herausgegeben. Aram Andonian hat die Telegramme aus dem Osmanischen ins Armenische übersetzt.
Ebenfalls 1920 erschien in Paris die französische Edition: Documents officiels concernant les massacres arméniens.
Die französische Ausgabe ist dem armenischen Original gegenüber, dessen Redaktion Andonian zur Hauptsache bereits im Juni 1919 abgeschlossen hatte, treuer als die englische Ausgabe. Die ursprüngliche armenische, von Aram Andonian selbst geschriebene Version erschien 1921 in Boston unter dem Titel Մեծ Ոճիրը (Das große Verbrechen).

## Inhalt

### Englische Ausgabe
Die englische Edition besteht aus einem 10-seitigen Einleitungsteil, einem 71-seitigen Teil, der die Erinnerungen Naim Beys darstellt und einem offenen 13-seitigen Brief im Anhang von Armin T. Wegner (der als Augenzeuge der Massaker beschrieben wird) an den US-Präsidenten Woodrow Wilson. Der Einleitungsteil besteht aus einem Vorwort, das Aram Andonian vorstellt, aus einer Einleitung von Viscount Gladstone und einer Einleitung von Andonian.
Gladstone äußert, dass in den „blutbefleckten Annalen“ des Osmanischen Reiches mit den in den vergangenen fünf Jahren erfolgten Gewalttaten nichts Vergleichbares zu finden sei. Durch dieses „signifikante Erinnerungswerk“ wisse man nun nicht nur, dass es abscheuliche Fakten gegeben hat, sondern man wisse auch, wie und durch wen sie organisiert und verübt worden seien. Weiter macht Gladstone auf die bevorstehenden Verhandlungen zum Vertrag von Sèvres mit „dem regierenden Türken“ aufmerksam, der „nach Taten stinkt, die an Ausmaß und Schändlichkeit das einfallsreichste Bild der Hölle, das je erdacht“ wurde, überhole. Gladstone schließt sein Vorwort mit der Anmerkung, dieser Vertrag solle „ein für allemal die Überlebenden dieser christlichen Nation von den unaussprechlichen Missetaten der Hohen Pforte“ retten.
In der englischen Edition werden insgesamt vier osmanische Faksimiles aufgeführt. Dazu werden im Buch Übersetzungen angegeben:

## Verwendung der Dokumente vor Gericht
Beim Unionistenprozess in Istanbul bestätigte das Gericht laut Ternon die Echtheit der Dokumente. Die Mehrheit dieser Dokumente wurden durch das außerordentliche Kriegsgericht (auch Yozgat-Prozess) verwendet.
Fünf Originaldokumente wurden 1921 von der Verteidigung beim Tehlirian-Prozess vorgelegt, jedoch nicht als Beweismittel zugelassen mit der Begründung des Staatsanwalts, dass die Geschworenen nicht über eine Schuld Talât Paschas zu befinden hätten. Eine von Tehlirian gewünschte Anhörung Andonian vor den Geschworenen, der gemäß Rössler als antideutsch eingestuft wurde, war vom Richter als unnötig erklärt worden, falls Tehlirian erklärte, er halte Talat für die Massaker für verantwortlich.

## Authentizitätsfrage

### Walter Rössler
Walter Rössler, deutscher Konsul während des Genozids in Aleppo, hat die französische Publikation Andonians auf Bitten von Johannes Lepsius kritisch gelesen und befand, „dass die veröffentlichten Dokumente verglichen mit dem Hergang der Dinge durchaus die innere Wahrscheinlichkeit für sich haben.“  Insgesamt sei er der Auffassung, „dass der Inhalt des Buches in seinen einzelnen Zügen einen glaubwürdigen Eindruck macht […]“ In der Datierung der veröffentlichten Dokumente seien gelegentlich Fehler unterlaufen, die das ganze Dokument unmöglich machen würden, doch handele es sich offensichtlich um Irrtümer. Rössler meinte aber: „Die als Originaldokumente bezeichneten könnten also durchaus echt sein. Was die aus dem Gedächtnis niedergeschriebenen betrifft, so müßte man die Persönlichkeit Naim Bey’s kennen, um ein Urteil über den Grad der Zuverlässigkeit abgeben zu können. Ein innerlich unwahrscheinliches ist mir auch unter diesen nicht begegnet. Vielmehr finden die Tatsachen, die ich kenne, durch die Dokumente eine gute Erklärung. Auch ihre Fassung spricht eher für ihre Echtheit als für das Gegenteil.“

### Şinasi Orel und Süreyya Yuca
Ende 1983 untersuchten zwei türkische Forscher, Şinasi Orel und Süreyya Yuca, die französische und englische Ausgabe Andonians. Sie kamen zu dem Ergebnis, dass es sich bei den in Faksimile veröffentlichten und bei den nur in Übersetzung vorliegenden Dokumenten um Fälschungen handeln müsse, da es Unstimmigkeiten bei den Datumsangaben gibt. Die Datumsfehler rührten daher, dass im Osmanischen Reich der Rumi-Kalender galt und der Jahreswechsel nicht am 1. Januar, sondern am 1. März erfolgte. Der Ersteller der Andonian-Dokumente müsse laut Orel/Yuca mit der Tatsache über den Jahreswechsel im März, der erst per Gesetz vom Februar 1917 auf den Januar vorverlegt wurde, nicht vertraut gewesen sein. So kam es vor, dass bei einem Brief, der vermeintlich auf einen zuvorgehenden Bezug nimmt, die umgerechnete Datumsangabe nicht aufeinanderfolgt, und dass ein weiterer Brief ein Datum angibt, das umgerechnet nach dem Völkermord an den Armeniern lag. Orel und Yuca gaben des Weiteren an, dass es Diskrepanzen zwischen offiziellen osmanischen Originaldokumenten aus dieser Zeit und den Andoniandokumenten gäbe. Auch wurde das Fehlen von Originalen der Andoniandokumente sowie widersprüchliche Angaben von Andonian in den verschiedenen Auflagen problematisiert. Darüber hinaus gaben Orel und Yuca an, dass die osmanischen Archive keinerlei Hinweis auf die Existenz eines Beamten Naim Sefa gäben.
Orel und Yuca fassen die Hauptprobleme der in Faksimile vorliegenden Dokumente am Schluss ihrer Arbeit in zwölf Punkten zusammen. Ihre fünf wichtigsten Ergebnisse sind:
1. Die Unterschrift von Mustafa Abdülhalik Bey, des Gouverneurs von Aleppo, die auf neun Dokumenten aufgeführt ist, stimmt nicht mit seiner tatsächlichen Unterschrift überein.
2. Andonian war entweder in Unkenntnis über oder vernachlässigte unachtsam die Berechnungsunterschiede zwischen dem osmanischen und dem europäischen Kalender. Diese Fehler zerstören das System der Referenznummern und Datumsangaben, die er für seine Dokumente verwendet hat.
3. Eine Überprüfung der Daten und der Referenznummern, die im Register für ausgehende chiffrierte Telegramme des Innenministeriums gefunden wurden, enthüllt, dass Andonians Dokumente keinerlei Beziehung zu den tatsächlichen Referenznummern aufweisen, die in der in Frage kommenden Zeitperiode auf den von Istanbul nach Aleppo gesendeten chiffrierten Telegrammen verwendet wurden.
4. Alle außer zwei der Dokumente wurden auf Normalpapier geschrieben mit keinem der gewöhnlichen Zeichen, die auf von der osmanischen Regierung während des Ersten Weltkriegs verwendetem offiziellen Papier vorhanden sind.
5. Die Dokumente enthalten Grammatik- und Sprachfehler, die nur ein nichttürkischer Schreiber machen würde.[22]

Şinasi Orel und Süreyya Yuca unterlassen es gemäß Yves Ternon, die Andonian-Dokumente mit den Telegrammen, die in der Mazhar-Kommission deponiert und bei den Yozgat-Prozessen verwendet wurden, zu vergleichen. Ihnen gehe es um Verschleierung von Tatsachen und um die Leugnung eines Staatsverbrechens. Şinasi Orel und Süreyya Yuca verglichen jedoch tatsächlich osmanische Dokumente des Dahiliye Nazareti (Innenministerium) mit den Andonian Dokumenten und wiesen somit formale und inhaltliche Errata nach.

### Vahakn Dadrian
Der armenische Forscher Vahakn N. Dadrian akzeptierte die Datumsunstimmigkeiten und erklärte, dass selbst den türkischen Forschern an manchen Stellen bei der Datumsumrechnung Fehler unterlaufen seien. Dadrian gab an, dass sich die Unstimmigkeiten in den Andonian-Dokumenten größtenteils als journalistische Ungenauigkeiten erklären ließen. Dadrian argumentierte, dass gerade die leichte Feststellung der Fehler den Vorwurf der Fälschung entschärfte, da „kein Fälscher dermaßen mangelhafte und mit krassen Imperfektionen beschädigte Dokumente produzieren“ würde.
Der Historiker Taner Akçam verwies im Jahr 1999 darauf, dass einige der veröffentlichten und unveröffentlichten Dokumente Sätze beinhalten, die denjenigen in den Andonian-Dokumenten wörtlich entsprechen.

“[A]t least some of the published and unpublished documents in the possession of scholars share the same contents as documents published by Andonian. One authentic cable […] contains sentences identical with those found in the Documents published by Andonian.”

### Yves Ternon
Einen weiteren Aspekt bringt Yves Ternon ein mit den nicht veröffentlichten Andonian-Dokumenten, die die Ermordung des Abgeordneten des osmanischen Parlaments, Krikor Zohrab, betreffen. Diese unveröffentlichten Dokumente, die ebenfalls von Naim Bey gekauft worden waren, sind heute noch vorhanden und der beste Beweis für die Authentizität der Andonian-Dokumente gemäß Ternon. Da die Fragestellung 1919 eine andere war, hatte Andonian es nicht für notwendig befunden, diese Dokumente zu veröffentlichen. Es ging damals nicht um eine Beweisführung für die Authentizität der Dokumente, sondern um Versuche, das Konzept hinter dem Verbrechen zu erfassen. Dieser vernachlässigte Punkt spricht zusätzlich gegen die Fälschungshypothese von Şinasi Orel und Süreyya Yuca.
Daher kam Ternon zu dem Schluss: „Sie sind wahrscheinlich authentisch“.

### Weitere Einschätzungen
- Andrew Mango (1994): „zweifelhaft dem osmanischen Kriegszeit-Innenminister Talaat Pascha zugewiesene Telegramme“[30]
- Klaus Kreiser (1996): „Talat-Paşa-Telegramme. Gefälschte Telegramme des osman. Innenministers und führenden Mitglieds des jungtürkischen Triumvirats.“[31]
- Christopher J. Walker (1997): „Zweifel muss bleiben, bis und falls die Dokumente oder ähnliche Dokumente wiederauftauchen und in einer kritischen Edition publiziert werden.“[32]
- Erik-Jan Zürcher (1997): „Die Andonianmaterialien wurden als Fälschungen nachgewiesen.“[33]
- Taner Akçam (1999) geht nicht auf die Authentizität ein. Er unterstreicht aber gleichzeitig, dass zumindest einige veröffentlichte sowie unveröffentlichte Dokumente im Besitz von Forschern denselben Inhalt teilen wie die von Aram Andonian publizierten Dokumente.[34]
- Hilmar Kaiser (1999): „Einige bestehende türkische Dokumente des osmanischen Innenministeriums bestätigen bis zu einem gewissen Grad die Inhalte zweier Telegramme, die in Andonians Buch Talaat zugeschrieben werden. Orel und Yuca haben diese Quellen nicht genutzt, deshalb ist ihre These infrage zu stellen, und weitere Erforschung der 'Naim-Andonian'-Dokumente ist notwendig.“[35]
- Guenter Lewy (2005): „Es ist klar, dass die Kontroverse über die Authentizität der Naim-Andonian-Dokumente nur dadurch gelöst werden wird, indem relevante osmanische Dokumente entdeckt und publiziert werden und das wird womöglich niemals geschehen. Bis dahin, würde ich argumentieren, dass Orels und Yucas äußerst sorgfältige Analyse dieser Dokumente genügend Fragen über ihre Echtheit aufgeworfen hat, um ihre jedwede Verwendung in einer seriösen wissenschaftlichen Arbeit unakzeptabel zu machen.“[36]
- Jörg Berlin und Adrian Klenner (2006): „Die von ihnen [Orel und Yuca] zutreffend herausgearbeiteten formalen Unstimmigkeiten sind aber von dem Historiker V. N. Dadrian größtenteils aufgeklärt worden. Er arbeitete auch die Übereinstimmung der Naim-Andonian-Dokumente mit anderen Quellen, vor allem mit von der Staatsanwaltschaft bei den späteren Kriegsverbrecherprozessen gegen Jungtürken vorgelegten Dokumenten heraus.“[37]

## Heutige Bedeutung
Heute werden die Andonian-Dokumente aufgrund ihrer Diskrepanzen weitestgehend nicht mehr als Beweismaterial für einen Genozid eingesetzt. Dabei herrscht in der Wissenschaft weiterhin keine Einigkeit darüber, ob sie trotz der Diskrepanzen authentisch oder Fälschungen sind. Nach Angaben von Guenter Lewy werden sie von den meisten Historikern schlimmstenfalls als Fälschungen, bestenfalls als unverifizierbar und problematisch abgelehnt. Yves Ternon stellt fest, dass die Historiker die Andonian-Dokumente nicht mehr als Beweis für einen Genozid einsetzen. Die Andonian-Dokumente bilden weiterhin einen Forschungsgegenstand, wie auch die letzte Ankündigung Taner Akçams von 1999 über eine Monografie zum Thema zeigt.

## Andonians Ausgaben
- The Memoirs of Naim Bey. Turkish Official Documents Relating to the Deportation and the Massacres of Armenians, compiled by Aram Andonian, Hodder and Stoughton, London 1920.
- Documents sur les massacres arméniens, Paris 1920.
- Մեծ Ոճիրը. Հայկական վերչին կոտորածը և Թալէադ Փաշա [Das grosse Verbrechen. Das jüngste armenische Massaker und Talat Pascha], Hayrenik, Boston 1921.